# Ames (Pas de Calais)
Ames és un municipi francès situat al departament del Pas de Calais i a la regió dels Alts de França. L'any 2007 tenia 569 habitants.

## Demografia

### Població
El 2007 la població de fet d'Ames era de 569 persones. Hi havia 208 famílies de les quals 56 eren unipersonals (16 homes vivint sols i 40 dones vivint soles), 56 parelles sense fills, 80 parelles amb fills i 16 famílies monoparentals amb fills.
La població ha evolucionat segons el següent gràfic:
Habitants censats

### Habitatges
El 2007 hi havia 237 habitatges, 221 eren l'habitatge principal de la família, 2 eren segones residències i 14 estaven desocupats. Tots els 237 habitatges eren cases. Dels 221 habitatges principals, 195 estaven ocupats pels seus propietaris, 22 estaven llogats i ocupats pels llogaters i 4 estaven cedits a títol gratuït; 3 tenien dues cambres, 16 en tenien tres, 44 en tenien quatre i 158 en tenien cinc o més. 192 habitatges disposaven pel capbaix d'una plaça de pàrquing. A 96 habitatges hi havia un automòbil i a 99 n'hi havia dos o més.

### Piràmide de població
La piràmide de població per edats i sexe el 2009 era:
| Homes | Edats   | Dones |
| ----- | ------- | ----- |
| 0     | 95 o +  | 0     |
| 0     | 90 a 94 | 0     |
| 4     | 85 a 89 | 0     |
| 4     | 80 a 84 | 28    |
| 4     | 75 a 79 | 24    |
| 16    | 70 a 74 | 12    |
| 16    | 65 a 69 | 20    |
| 12    | 60 a 64 | 24    |
| 4     | 55 a 59 | 8     |
| 8     | 50 a 54 | 4     |
| 28    | 45 a 49 | 12    |
| 8     | 40 a 44 | 20    |
| 8     | 35 a 39 | 16    |
| 32    | 30 a 34 | 16    |
| 24    | 25 a 29 | 12    |
| 28    | 20 a 24 | 16    |
| 8     | 15 a 19 | 12    |
| 4     | 10 a 14 | 12    |
| 8     | 5 a 9   | 12    |
| 12    | 0 a 4   | 20    |

## Economia
El 2007 la població en edat de treballar era de 364 persones, 249 eren actives i 115 eren inactives. De les 249 persones actives 225 estaven ocupades (129 homes i 96 dones) i 24 estaven aturades (9 homes i 15 dones). De les 115 persones inactives 34 estaven jubilades, 42 estaven estudiant i 39 estaven classificades com a «altres inactius».

### Ingressos
El 2009 a Ames hi havia 239 unitats fiscals que integraven 622,5 persones, la mediana anual d'ingressos fiscals per persona era de 15.964 €.

### Activitats econòmiques
Dels 13 establiments que hi havia el 2007, 5 eren d'empreses de construcció, 1 d'una empresa de comerç i reparació d'automòbils, 3 d'empreses de serveis, 2 d'entitats de l'administració pública i 2 d'empreses classificades com a «altres activitats de serveis».
Dels 4 establiments de servei als particulars que hi havia el 2009, 1 era un guixaire pintor, 1 fusteria, 1 lampisteria i 1 saló de bellesa.
L'any 2000 a Ames hi havia 8 explotacions agrícoles que ocupaven un total de 292 hectàrees.

## Equipaments sanitaris i escolars
El 2009 hi havia una escola elemental integrada dins d'un grup escolar amb les comunes properes formant una escola dispersa.

## Poblacions properes
El següent diagrama mostra les poblacions més properes.